# Szentháromság-szobor (Sopron)

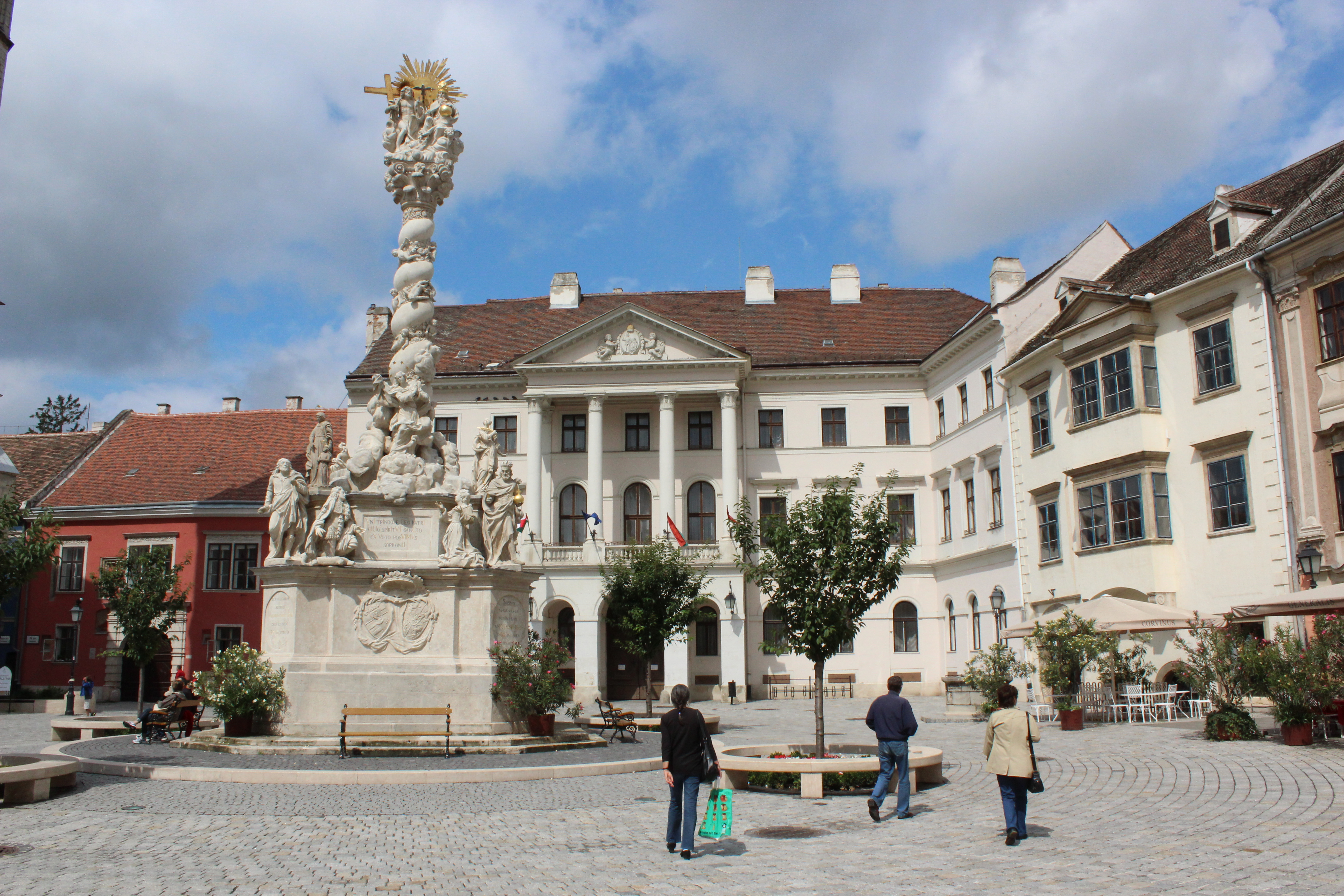
A Szentháromság-szobor a Fő tér közepén

A soproni Szentháromság-szobor a magyarországi barokk szobrászat egyik legértékesebb alkotása. Az 1701-ből származó, gazdagon díszített, sokalakos szoboregyüttes a Fő tér közepén található.
A fogadalmi szobrot Thököly Katalin és harmadik férje, Löwenburg Jakab emeltette annak emlékére, hogy túlélték az 1695–1701 közötti nagy pestisjárványt. Közép-Európában ez volt az első, kültéren felállított csavart oszlop. A magas talapzaton a két adományozó térdeplő szobra is helyet kapott. A köztük lévő felirat valójában egy kronogramma, melynek szövege:
VNI TRINOQVE DEO PATRI FILIO SPIRITVI SANCTO EX VOTO POSVIMVS SOPRONII.
V + I + I + V + D + I + I + L + I + I + I + V + I + C + X + V + V + I + M + V + I + I
5 + 1 + 1 + 5 + 500 + 1 + 1 + 50 + 1 + 1 + 1 + 5 + 1 + 100 + 10 + 5 + 5 + 1 + 1000 + 5 + 1 + 1
1701
A kronogramma szövege magyarul:
„Mi soproniak fogadalomból állítottuk a Szentháromság egy Isten: Atya, Fiú, Szentléleknek.”
A talapzat két oldalán a donátorokat megnevező felirat olvasható:
A baloldalon: IOANNES IACOBUS S:[ACRI]R:[ROMANI]:I[MPERII]: COMES a LÖWENBURG/ PERPET[UUS] IN STRECHEN & WARY COM[ES] IN ZATHUAR/ VEGLES INCL[ITI] COMITATUS BECKES SUP[REMUS] COMES S[U]A[E]/ R[EGIAE] MA[IEST]ATIS EX: CAM[ERAE] AULIC[AE] NEC NON REGNI/ HUNG:[ARIAE] CONSIL[IARIUM] PRIMUM QUIDEM COMIT[ISSAE] MARIAE/ REGINAE CZOBOR de Szent MIHAL EXPOST VERO CATHARINAE TOKOLY de KYSMARCK MARITUS
"Löwenburg János Jakab, a Szent Római Birodalom grófja; Sztrecsény vára, Szádvár és Végles örökös grófja,61 a tekintetes Békés vármegye főispánja, Ő Királyi Fensége udvari kamarájának, nemkülönben a Magyar Királyságnak első tanácsosa; elsőként szentmihályi Czobor Mária Regina, majd késmárki Thököly Katalin grófnőknek a házastársa."
A jobboldalon: COMITISSA CATHARINA TÖKELY de KIS/ MARCK PRIMUM FRANCISCI ESTERHAZY de GALANTHA & FRACKNO EXPOST CAROLI/ IOSEPHI IORGER DE TOELET & TANDEM/ IOANNIS IACOBI a LÖWENBURG ILLUSTRIS/ – SIMORUM COMITUM CONTHORALIS
"Késmárki Thököly Katalin grófnő, előbb galántai és fraknói Esterházy Ferenc, majd Károly József de Toelet, végül Löwenburg János Jakab méltóságos grófok házastársa"
A hátoldalon dedikációs felirat: DEO TRINO & VNI/ POTENTI SAPIENTI/ BONOQUE ("A fenséges, bölcs és jóságos, egy személyben háromságos Istennek [ajánlva].)
Löwenburg János Jakab mögött névpatrónusa, Szent Jakab, Thököly Katalin mögött pedig Szent István király áll, míg a túloldalon Nepomuki Szent János és Padovai Szent Antal szobra kapott helyet. A második szinten balra Szent Anna látható a gyermek Máriával, jobbra pedig Alexandriai Szent Katalin, a grófnő névpatrónusa. A túloldalon egy pálmaágat és kelyhet tartó női mártírszent, Szent Regina (Löwenburg János első feleségének névpatrónusa) és Szent Borbála alakja kapott helyet. A csavart oszlop tövében a Szeplőtelen Szűz földgömbön álló alakja látható, amely köré kígyó tekeredik.
A szobrot többször felújították, utolsó helyreállítására a Fő tér rekonstrukciójának keretében, 2011-ben került sor.

## Képgaléria

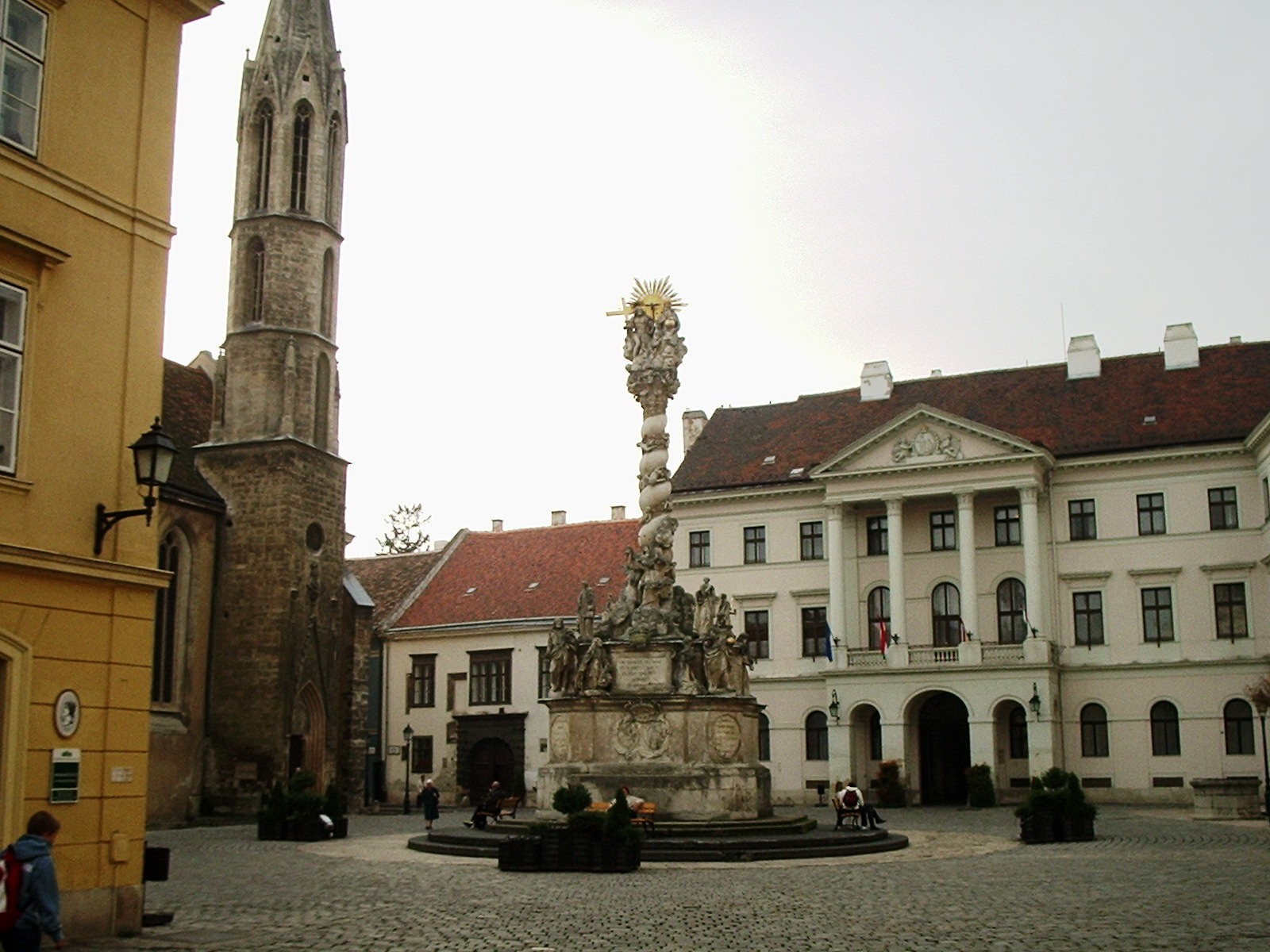
A szobor 2005-ben
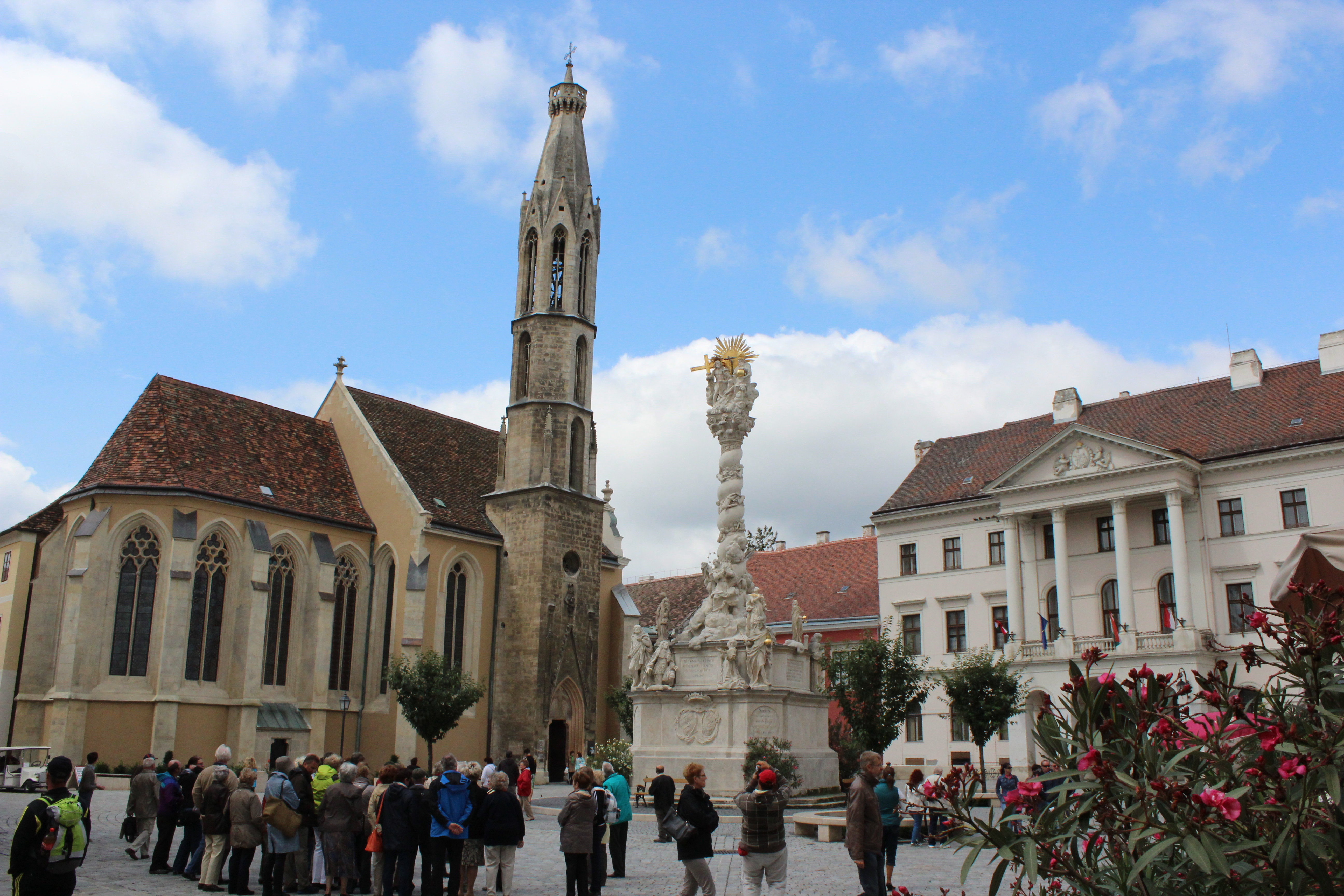
A szobor 2012-ben
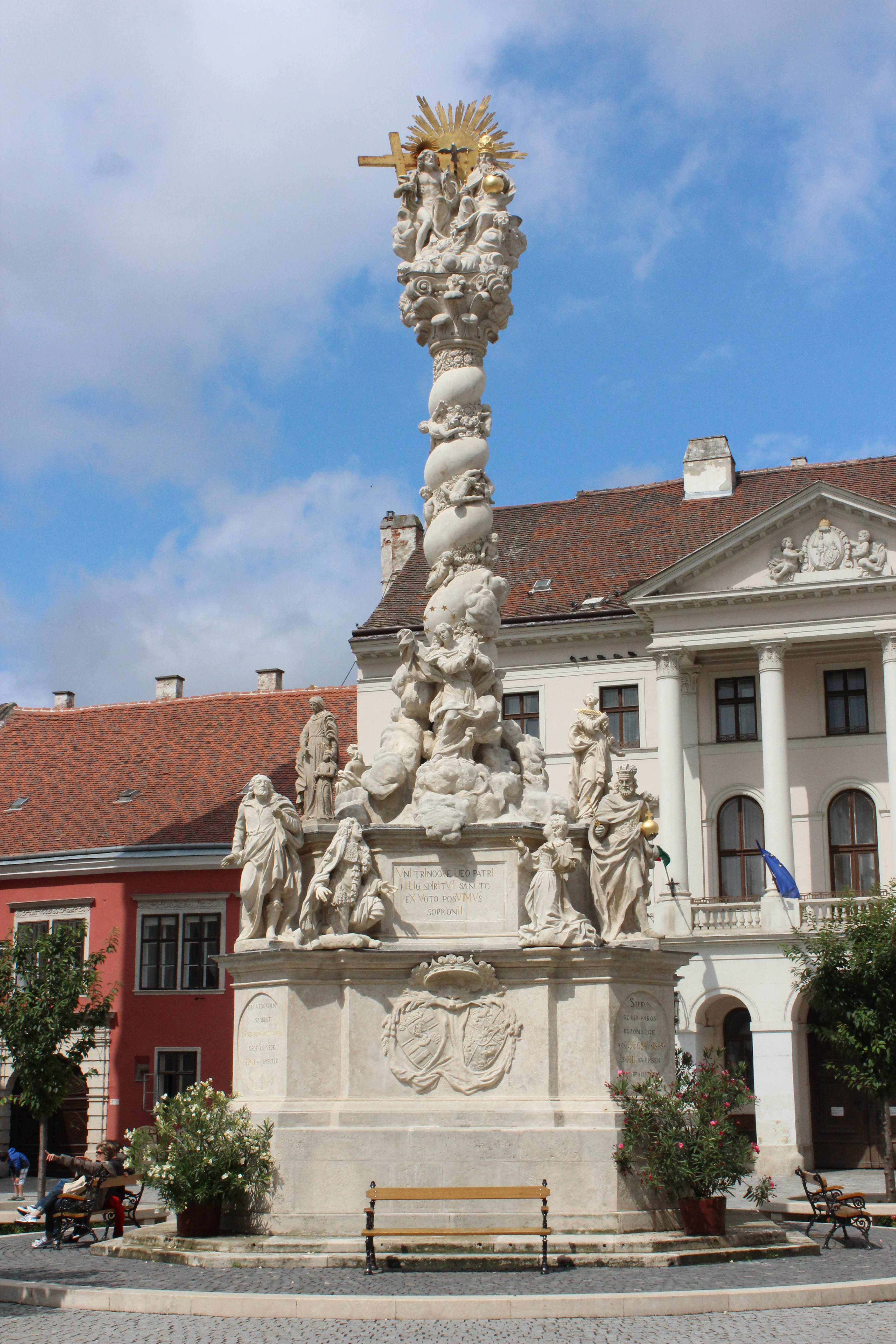
A szobor 2012-ben
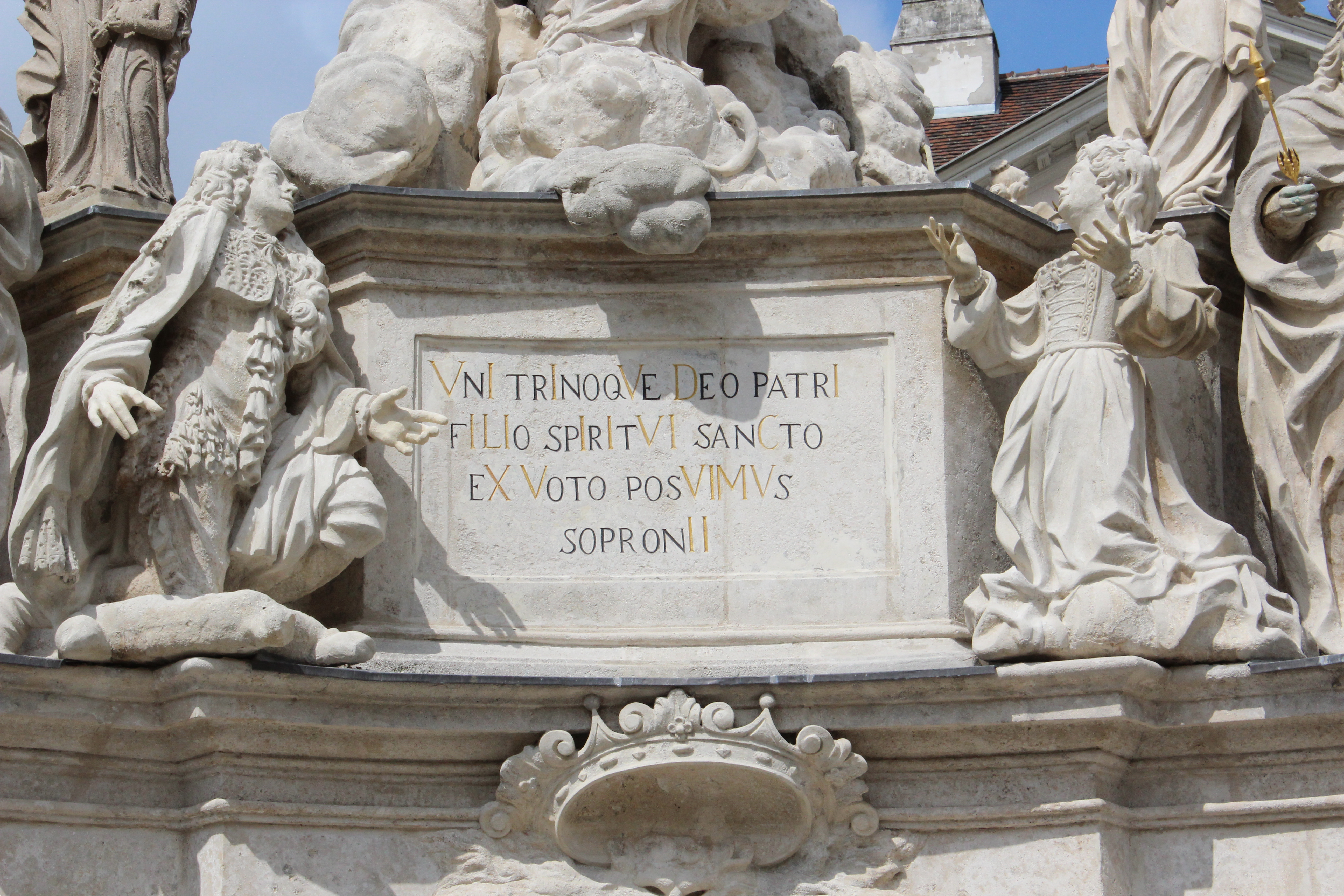
Az adományozók szobra a kronogrammával (→1701)
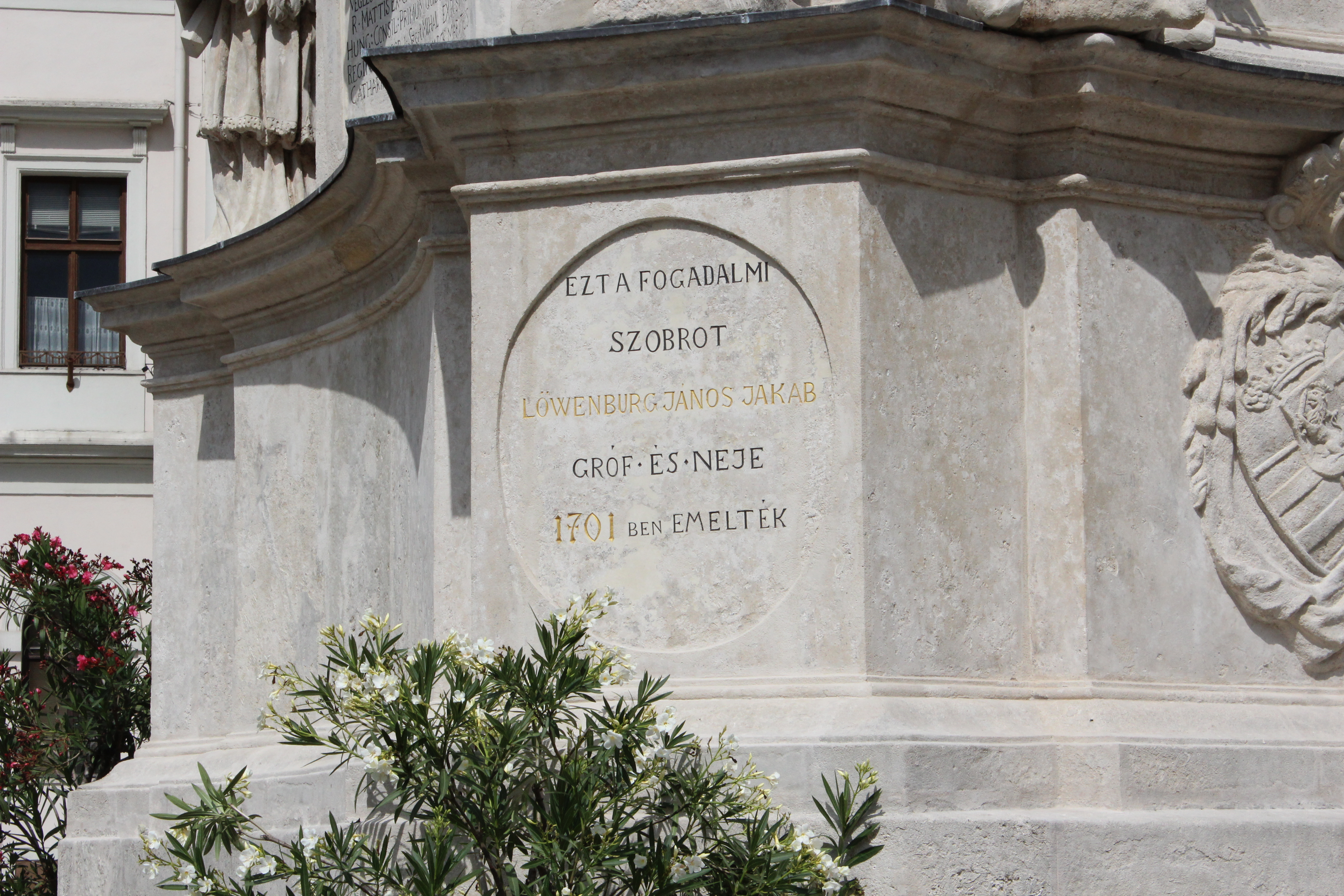
A felállítást megörökítő szöveg a talapzaton
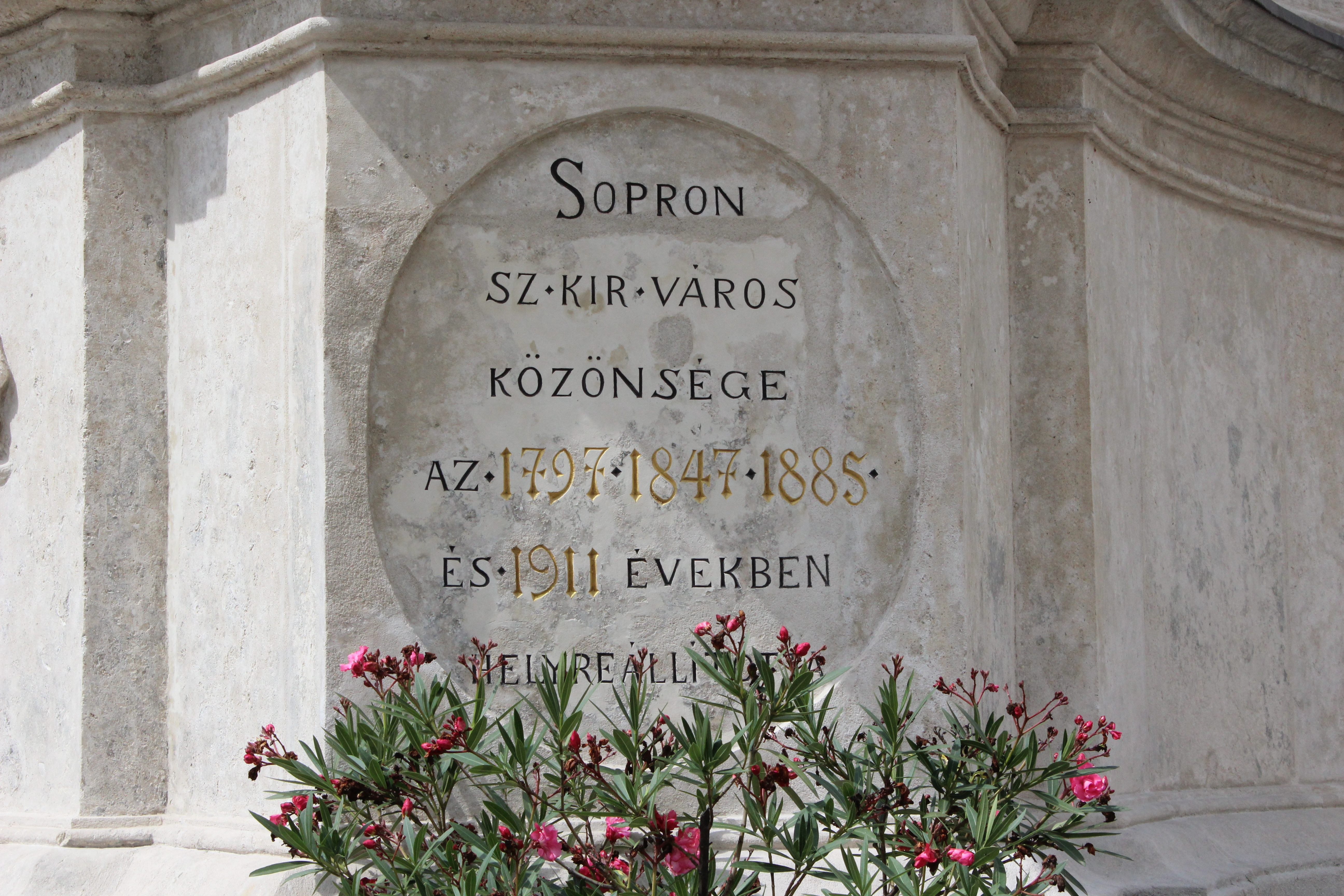
A korábbi felújítások évszámai

## Külső hivatkozás
- Szentháromság-szobor, Sopron